# 択捉島
択捉島（えとろふとう）は、北海道千島列島南部に位置する同列島内で面積が最大の島。複数の活火山が存在する火山島である。ロシアによる実効支配が続く北方領土の一つである。中心集落は紗那村（クリリスク）。
地名の由来は、アイヌ語の「エトゥ・オロ・オ・ㇷ゚（etu-oro-o-p，鼻・の所・にある・所〈岬のある所〉）」あるいは「エトゥ・オㇿ・オ・ㇷ゚（etu-or-o-p，鼻・水・ある・もの〈クラゲ〉）」。ロシア名はイトゥルップ島（Итуруп、Iturup）。
漢字名の「択捉」は「えとろふ」への当て字であるが、読み分けとしては択（え）捉（とろふ）になる。

## 地理

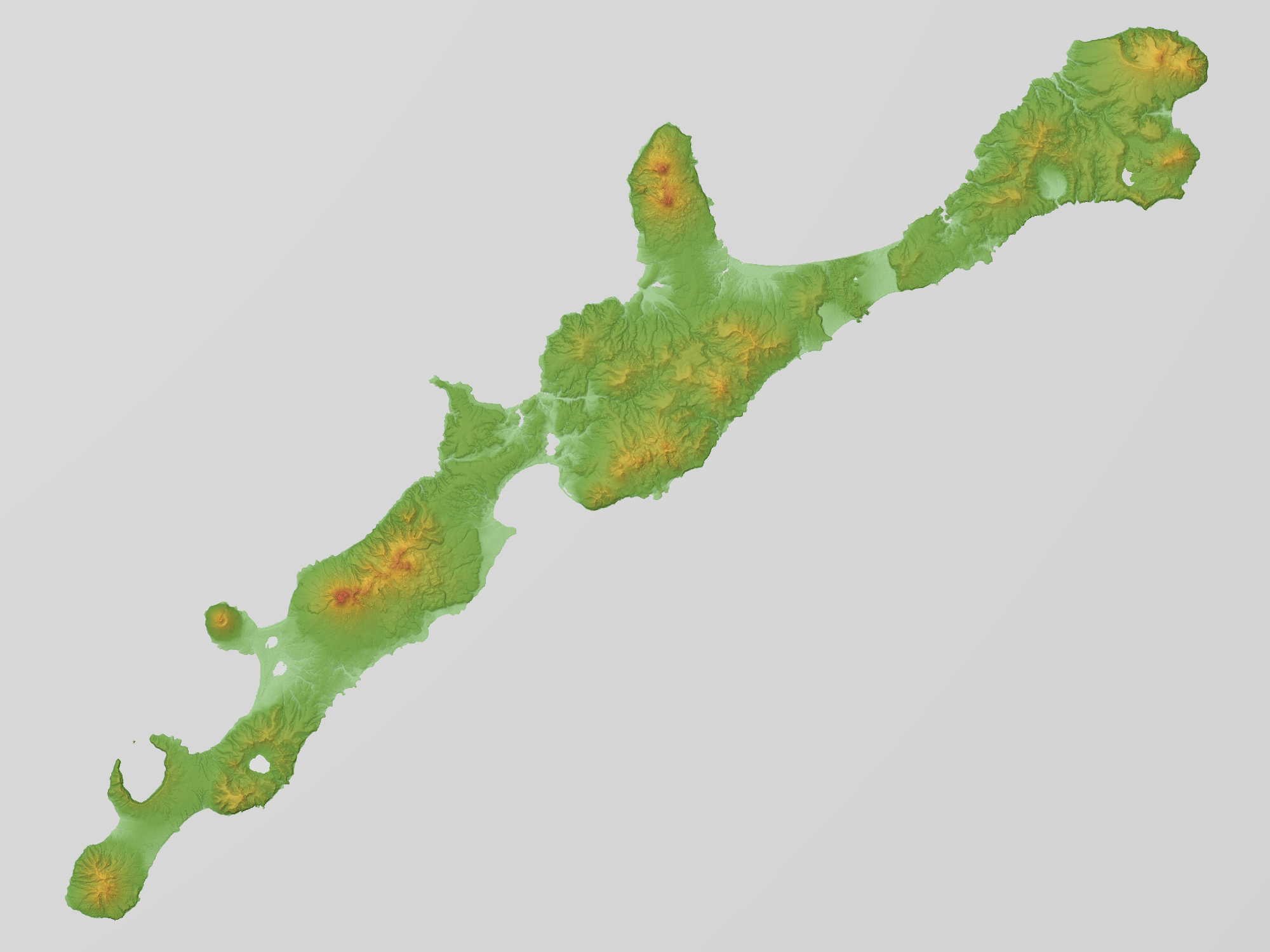
地形図

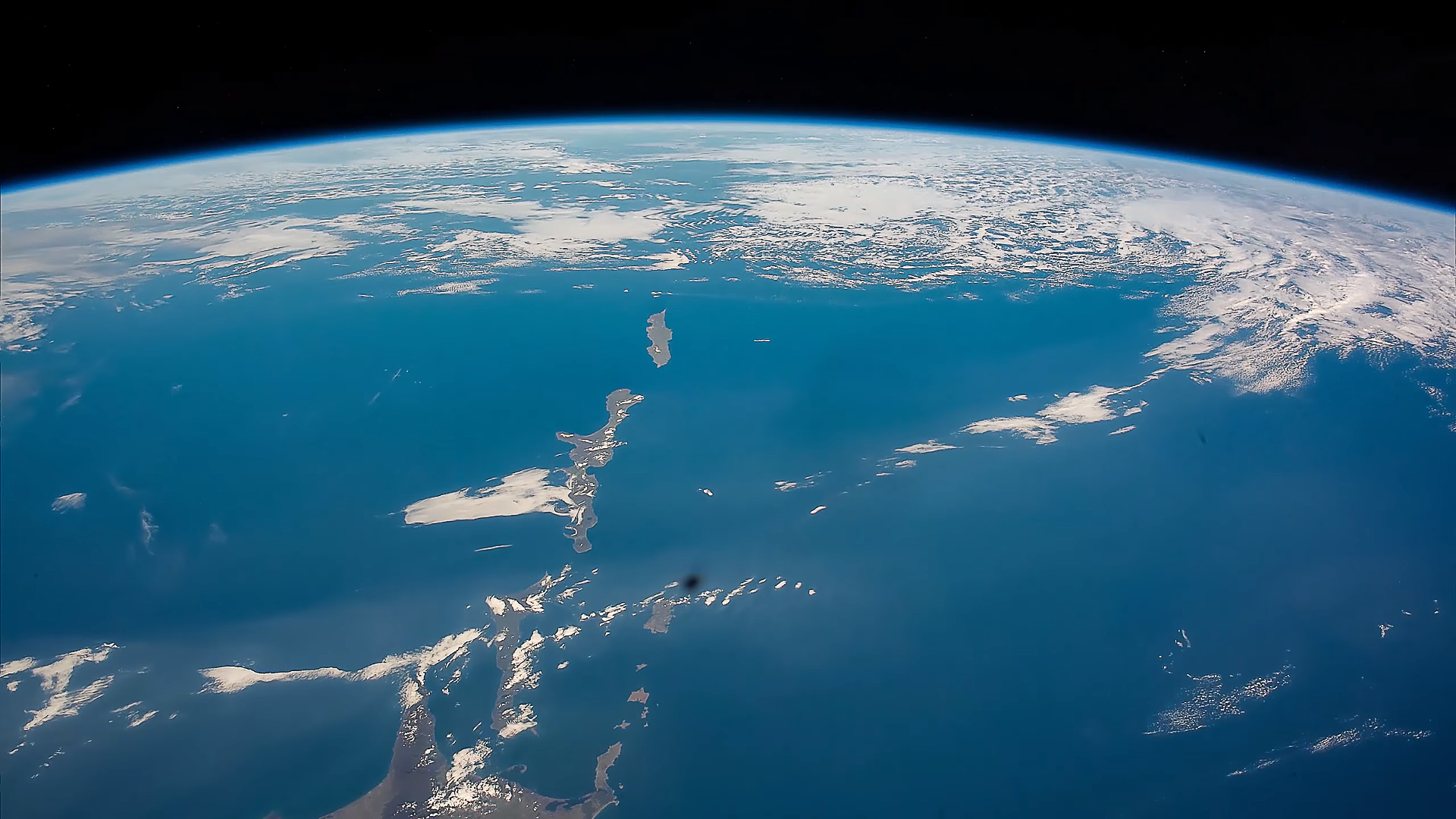
国際宇宙ステーションから見た歯舞群島、色丹島、国後島、択捉島、得撫島

面積は3,186.64平方キロメートル、長さは約214キロメートルに及ぶ細長い島であり、日本では、本土4島を除いて面積最大の島である。
国後島の北東にある国後水道（露: エカチェリーナ海峡 пролив Екатерины）を隔てて位置し、択捉島の北東にある択捉海峡（露: フリーズ海峡 пр. Фриза）を隔てて得撫島（露: ウルップ島 остров Уруп）へと連なっている。
人口6,916人 (2023年)。人口の大半はスラブ民族である。中心集落は、紗那（露: クリリスク Курильск - 「千島の町」の意）、2023年（令和5年）の人口は2,537人。
面積では日本の領土の島のうち本州、北海道、九州、四国に次ぐ（本土4島以外の大きさは、大きな方から順番に、択捉島 - 国後島 - 沖縄本島 - 佐渡島 - 奄美大島 - 対馬 - 淡路島）。国後島の2.1倍強、沖縄本島のおよそ2.7倍である。したがって「北方領土」の中でも最大の島であり、その面積は全体の63.4パーセントを占める。
北海道根室振興局管内に所属する日本最北端の島であり、択捉島最北端のカモイワッカ岬（露: コリツキー岬 М. Корицкий）は、北緯45度33分28秒 東経148度45分14秒 / 北緯45.55778度 東経148.75389度の位置にあり、日本政府が領有権を主張する領域内で最北端の地である。
第二次世界大戦末期に日ソ中立条約を一方的に破棄したソ連軍により武力占領され、現在はロシア連邦の実効支配下にある。ロシア側行政区においては、国後島や色丹島とは別の行政単位であるサハリン州クリル管区に位置付けされている。日本政府の見解では、上記は国際法違反であるとし不法占拠下にあるとしている（北方領土問題）。
北東から南西方向に伸びる細長い島であり、幅は約20 - 30キロメートルであるのに対し、長さは約214キロメートルである。北東端はラッキベツ岬、南西端はベルタルベ岬である。島の北側には散布半島が突き出している。また、中部には単冠湾（ひとかっぷわん、露: カサトカ湾 Зал. Касатка）、南部には内保湾（ないぼわん）がある。平地は少なく、火山が多い。火口湖の得茂別湖（うるもんべつこ）も島の南部に位置している。

### 主な地形
| 日本名       | ローマ字                | ロシア名            | 英名                   | 座標                                   | 標高（m） | 最新噴火                 | 備考 |
| ------------ | ----------------------- | ------------------- | ---------------------- | -------------------------------------- | --------- | ------------------------ | --- |
| 神威岳       | Kamui dake              | влк. Камуй          | Kamui volcano          | 北緯45度30分57.2秒 東経148度48分22.4秒 | 1323 m    | 後期更新世               | 神威岳とラッキベツ岳 (Demon) からなる火山群。北側開きの崩壊地形を持つ。 |
| 茂世路岳     | Moyoro dake             | влк. Медвежий       | Medvezhia              | 北緯45度23分20.2秒 東経148度50分16.9秒 | 1124 m    | 1999年 (Kudriavy)        | 約41万年前に形成された直径8 - 9 kmのMedvezhia Calderaの後カルデラ火山で、茂世路岳はそのうち最大の山体のもの。同カルデラ内の他の後カルデラ火山として、硫黄岳 (Kudriavy, 975 m)、焼山 (Meenshoi Brat, 562 m) が東西に並ぶ。Kudriavyは噴気活動が活発な活火山で、レニウム鉱床が存在する。 |
| 蘂取         | Shibetoro               | Кальдера Цирк       | Tsirk caldera          | 北緯45度21分18秒 東経148度36分36秒     | -         | カラブリアン〜チバニアン | 直径約6 kmのカルデラ。先カルデラ火山として蘂取岳などがある。 |
| 留茶留山     | Rucharu yama            | Голетс              | Golets                 | 北緯45度14分36.8秒 東経148度20分38.4秒 | 0442 m    | 後期更新世〜完新世       | 留茶留山 (Golets)、ポロス山 (Parusnaya) などからなる火砕丘。 |
|              |                         | Ветровой перешеек   | Vetrovoi Isthmus       | 北緯45度13分56秒 東経148度15分33秒     | -         | 更新世                   | 直径6〜7 kmのカルデラ。カルデラ内には直径1 kmの火口があり、この火口の縁に小さな火砕丘（丸山）、またこの南南西約2 kmにも火山体（朱須山）がある。 |
| 散布山       | Chirippu san            | влк. Б. Хмельницкий | B. Khmelnytsky volcano | 北緯45度20分14.9秒 東経147度55分11.9秒 | 1587 m    | 1860年                   | 散布山 (B. Khmelnytsky) と、その北約4.5 kmにある北散布山 (Chirip, 1561 m) の二峰からなる火山群。どちらも山頂付近に直径約250 mの火口を持つ。火山群の西側に崩壊地形を持つ。 |
| 指臼岳       | Sashiusu dake           | влк. Баранского     | Baransky volcano       | 北緯45度06分12.8秒 東経148度00分50.8秒 | 1125 m    | 1951年?                  | Grozny Groupの一つ。直径約500 mの北開きの火口に中央火口丘を持つ。 |
| 小田萌山     | Odamoi yama             | влк. Тебенькова     | Tebenkov volcano       | 北緯45度01分42.8秒 東経147度55分01.1秒 | 1208 m    | 完新世                   | Grozny Groupの最高峰。南麓の谷で噴気活動がある。 |
| 焼山         | Yakeyama                | влк. Иван Грозный   | Ivan Grozny volcano    | 北緯45度00分40.8秒 東経147度52分19.7秒 | 1158 m    | 2012年                   | Grozny Groupの一つ。直径3 - 3.5 kmのカルデラを有する。 |
| 恩根登山     | Onnepuri yama           | влк. Буревестник    | Burevestnik volcano    | 北緯44度52分37.0秒 東経147度27分35.5秒 | 1422 m    | -                        | Bogatyr Ridgeの一つ。 |
| 西単冠山     | Nishi-Hitokappu yama    | Стокап              | Stokap                 | 北緯44度50分22.5秒 東経147度20分39.3秒 | 1634 m    | 完新世                   | Bogatyr Ridgeの西端に位置する択捉島最高峰の火山。 |
| 阿登佐岳     | Atosanupuri / Atosadake | Атсонупури          | Atsonupuri             | 北緯44度48分27.7秒 東経147度07分50.0秒 | 1209 m    | 1812年?                  | 山頂部に直径1 - 2 kmのカルデラを持つソンマ火山。 |
| キモンマ沼   | Kimomma numa            | Лесозаводское       | Lesozavodskoye         | 北緯44度46分48秒 東経147度13分18秒     | -         | 1982年?                  | 西占冠山と阿登佐岳の間の低地にあるマール。 |
| 得茂別       | Urumombetsu             | Кальдера Урбич      | Urbich caldera         | 北緯44度37分30秒 東経147度12分00秒     | 0032 m    | チバニアン               | 直径6 kmのカルデラ。カルデラ内には得茂別湖がある。南西側に得茂別カルデラの下位に六甲カルデラが半分埋もれている。 |
| 萌消         | Moekeshi / Moikeshi     | Львиная Пасть       | Lvinaya Past           | 北緯44度37分00秒 東経146度59分00秒     | -         | 9400年前                 | 直径約7×9 kmのカルデラ。カルデラ底は海面下550 mにある。約9400年前に総噴出量75 km3の噴火により形成した。この噴火以前の択捉島の南端は六甲山麓であったが、噴火によって海が埋め立てられ一体化し、ベルタルベ山麓が南端となった。                                                           |
| ベルタルベ山 | Berutarube san          | Берутарубе          | Berutarube             | 北緯44度27分42.5秒 東経146度55分55.2秒 | 1221 m    | 1812年?                  | 山頂付近に噴気活動があり、硫黄が堆積している。 |

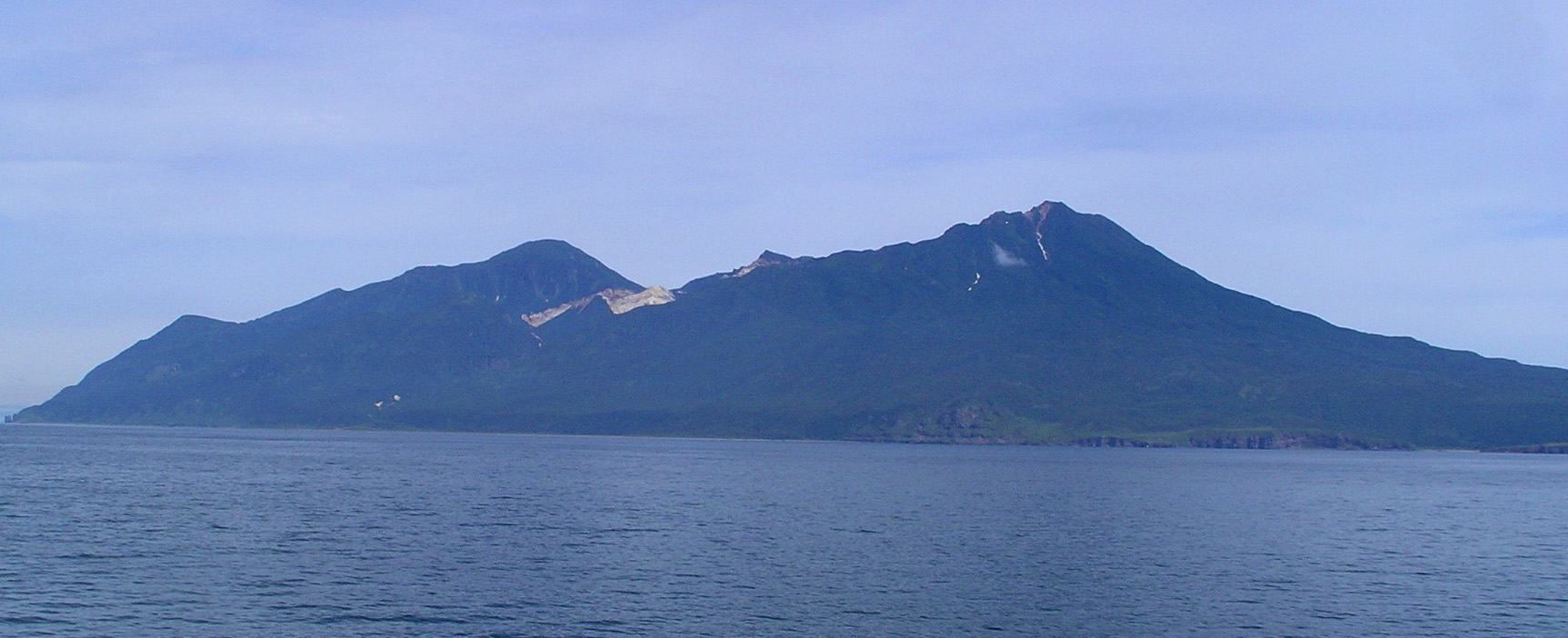
北散布山 (1,561 m) と散布山 (1,587 m) を西から見る

- 散布山（ちりっぷさん、露: ボクダン・フメリニツキー火山、Богдан Хмельницкий、英: Chirip）1,587 m - 1843年と1860年に噴火している[7]。
- 神威岳（かむいだけ、英: Demon）1,323 m
- 茂世路岳（もよろだけ、1,124 m、露: クドリャブイ火山 Влк. Кудрявый、英: Medvezhia）- 1778年、1883年、1999年に噴火が確認されている。1946年、1958年にも噴火した可能性がある[8]。
- 指臼岳（さしうすだけ、英: Baransky）1,125 m - 1951年に噴火か[9]。
- 小田萌山（おだもいやま、露: Грозный、英: Grozny）1,208 m - 記録に残る火山活動はない[10]。
- 焼山（やけやま）1,158 m - 択捉焼山とも呼ぶ。1968年、1970年、1973年、1989年、2012年に噴火が確認されている[11]。
- 阿登佐岳（あとさぬぷり、露: Атсонупури、英: Atsonupuri）1,209 m - 1812年、1932年に噴火。
- 単冠山（ひとかっぷやま、露: Богатырь、英: Bogatyr） - 連山
  - 西単冠山（にしひとかっぷやま、露: ロシア語: Стокап、英: Stokap）1,629 m。択捉島の最高峰。
  - 恩根登山（おんねのぼりやま）1,422 m
- ベルタルベ山（ベルタルベさん、英: Berutarube）1,221 m - 1812年に噴火があったかどうか、はっきりしていない。

湖沼：蘂取沼（しべとろぬま、露: Озеро Славное、2.71 km2）、トウロ沼（露: Озеро Сопочное、1.31 km2）、瀬石沼（露: Рейдово озеро）、紗那沼（しゃなぬま、露: Озеро Лебединое、1.02 km2）、ラウス沼（露: Озеро Куйбышевское、1.41 km2）、年萌湖（としもいこ、露: Благодатное озеро、4.25 km2）、キモン沼（露: Озеро Касатка）、ヤンケ沼（露: Озеро Октябрьское）、レブン沼（露: Озеро Среднее）、キモンマ沼（露: Лесозаводское озеро、1.45 km2）、内保沼（ないぼぬま、露: Доброе озеро、2.56 km2）、得茂別湖（うるもんべつこ、露: Озеро Красивое、5.71 km2）。

## 行政区分

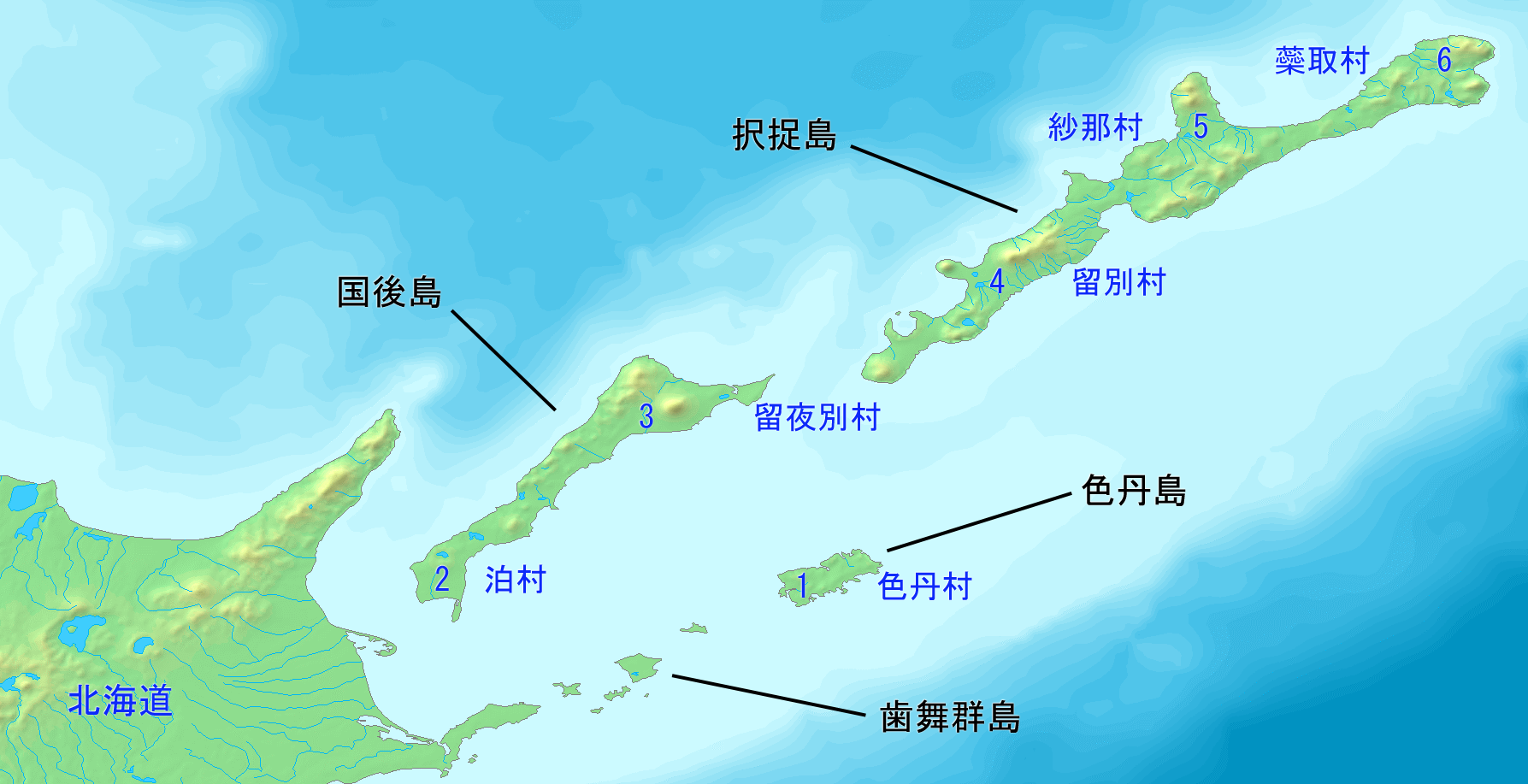
歯舞群島、色丹島、国後島、択捉島の位置図。
1.色丹村、2.泊村、3.留夜別村、4.留別村、5.紗那村、6.蘂取村（4から6は択捉島に位置する）

### 日本
- 北海道根室振興局
  - 択捉郡 - 留別村
  - 紗那郡 - 紗那村
  - 蘂取郡 - 蘂取村

### ロシア
- サハリン州
  - クリル管区
    - クリリスク
    - ブレヴェスニク
    - スラブノエ
    - ゴリャチエ・クリュチ村

## 歴史

### 第二次大戦終結まで
アイヌが先住しており、17世紀後半にはメナシクルの勢力がのびた。
- 1635年（寛永12年）、松前藩は藩士に命じ国後・択捉などを含む蝦夷地の地図を作成。
- 1643年（寛永20年）、オランダ東インド会社の地理学者マルチン・ゲルリッツエン・フリースは、ウルップ島に上陸し、十字架を立て「コンパニースラント」（東インド会社の土地）と命名し、択捉島は「スターテンライト」（オランダ国の島）と名付け、国後島に上陸した[12]。
- 1644年（正保元年）、『正保御国絵図』にエトロホと記された島があり、択捉島が日本地図に記載された最初とされている。
- 1661年（寛文元年）『勢州船北海漂着記』にはに伊勢国松坂の七郎兵衛の船が漂流の末に同島に到達していたこと、『恵渡路部漂流記』には1712年（正徳2年）に薩摩国大隅の船が同島に漂着していることについての記述がある[13]。
- 1715年（正徳5年）、松前藩主は幕府に「北海道本島、樺太、千島列島、勘察加は自藩領」と報告。
- 1731年（享保16年）、国後・択捉の首長らが松前藩主のもとを訪れ献上品を贈る。
- 1754年（宝暦4年）松前藩によって家臣の知行地として開かれた国後場所に属する。当初、国後場所の領域には択捉島や得撫島も含まれていた。場所請負制も参照。
  - ロシア人の足跡としては、1766年（明和3年）にウルップ島のイワン・チョールヌイ（Иван Черный）が、同島アイヌからヤサーク（毛皮税）を取り立てているのが、文献上でのロシア人最初のものである。さらに、その10年後には、ロシア商人シャパーリンも同島アイヌからヤサークを受け取っている。
- 1786年（天明6年）に最上徳内が同島を探検した際の上陸時に、ロシア人同士のトラブルにより取り残された3名の在留ロシア人がおり、アイヌの中には正教を信仰するものもあったことが確認されている（ロシアでは、国家に帰属し納税意識をもたせるため、進出した地で正教の布教がなされていた）。ただし、在留ロシア人たちは1791年までに帰国した。
- 1798年（寛政10年）、同島を影響下に置く意図をもつロシアに対抗するため、近藤重蔵がアイヌのエカシ（乙名）の了承のもと、日本領を示す「大日本恵土呂府」の木柱を立てた。その翌年には蝦夷地を幕府直轄領（天領）にし、高田屋嘉兵衛に航路を運営させる。
- 1800年（寛政12年）には国後場所から新たに択捉場所が分立し、「エトロフ会所」を振別に開設したほか、役職のあるアイヌ（役蝦夷）が住民1,118人を調べ恵登呂府村々人別帳（戸籍）を作成した（場所請負制成立後の行政も参照）。さらに高田屋は老門に番屋を建て、漁場10か所を開き和人による漁業・越年を始めるなど、各村の礎が築かれていった[14]。
- 1807年（文化4年）4月、紗那と内保（留別村）の集落が、ロシア海軍大尉のフヴォストフ（ロシア語版）（Хвостов）率いる露米会社の武装集団によって襲撃されるという「シャナ事件」が発生。
  - 紗那は、弘前藩と盛岡藩が警固を行っていたが、火力の差に圧されて奥地へ退避している。なお、会所に赴任中だった間宮林蔵も参戦し、徹底抗戦を主張している[15]。この時、日本側に動員されたアイヌもいる中で、日本側を攻撃してきたアイヌもいた。その後も、盛岡藩など東北諸藩が警備にあたった。
- 1816年（文化13年）、日本人の漂流民を乗せたロシア船パヴェル号が択捉島に来航、このとき督乗丸の小栗重吉、音吉、半兵衛の3名が帰国。
- 1821年（文政4年）、択捉島をふくむ東蝦夷地が松前藩に返還される。
- 1855年（安政2年）、日露和親条約が締結される。この時日本はアイヌを日本国民としたうえで、アイヌの生活圏が日本領であると主張し、同島の領有をロシアに認めさせた。開国後は幕府によって上知され、幕府領となり、警固は仙台藩に任された。
  - 1859年（安政6年）、同島は仙台藩の領地となり、仙台藩兵が駐留し警固した。
- 1869年（明治2年）、蝦夷地を北海道に改称。開拓使が置かれる。
  - 旧暦8月15日（9月20日） 北海道11国が置かれた際、千島国5郡が制定される。択捉島も千島国に属し、択捉郡、振別郡、紗那郡、蘂取郡が置かれる。また、同年7月から道外の複数の藩によって北海道の分領支配が行われる。択捉島は仙台藩、彦根藩、佐賀藩、土佐藩によって分領支配された。
- 1871年（明治4年）
  - 旧暦7月14日（8月29日）、廃藩置県。
  - 旧暦8月20日（10月4日）、北海道の分領支配の廃止。全域が開拓使の管轄となる。

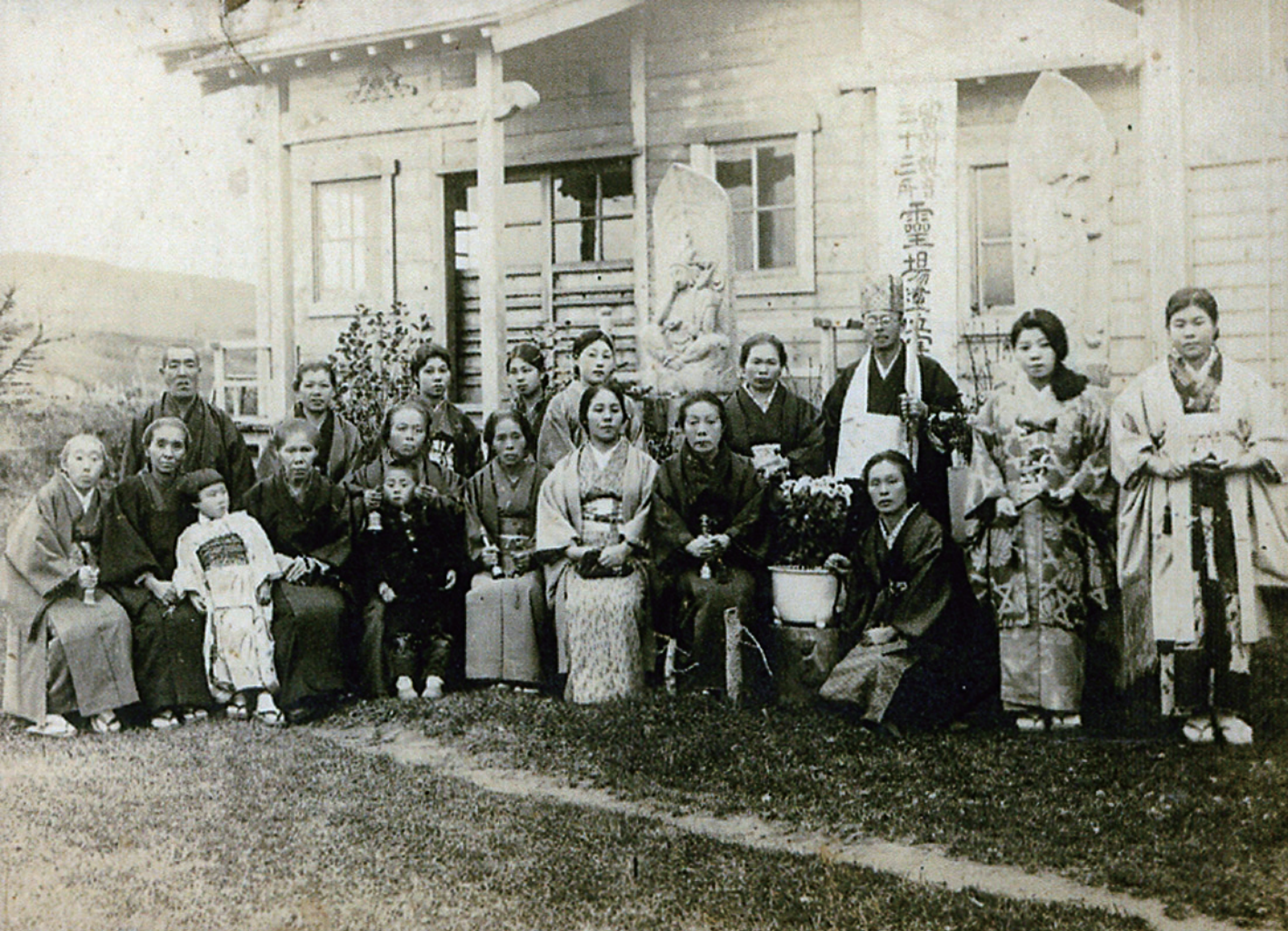
日本の択捉島の仏教寺院（1939年以前）

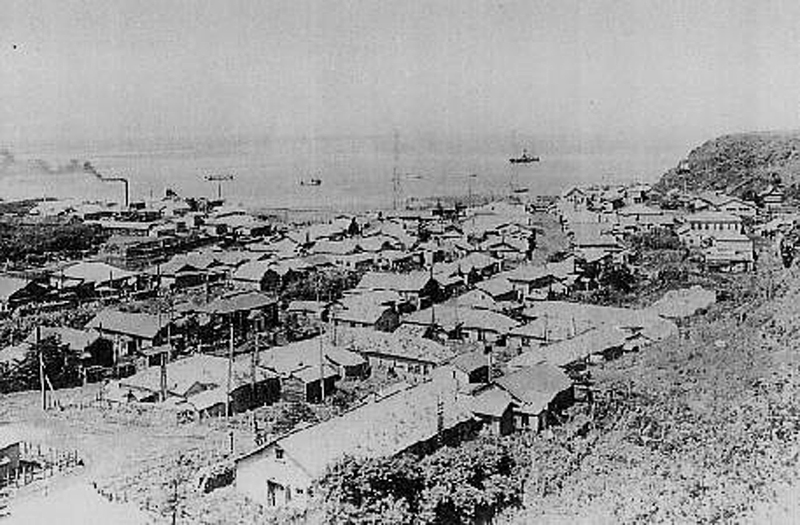
択捉島の紗那村。昭和初期の紗那(手前は村立病院、左奥が択捉水産の工場、中央は郵便局の無線塔)、1945年以前

- 1923年（大正12年）、北海道二級町村制が施行される。択捉郡留別村、紗那郡紗那村、蘂取郡蘂取村の3郡3村が設置され、紗那村の中心地である紗那が同島の中心地となって、警察署、小学校、郵便局などの官公署が置かれた（現在も日本の制度上は、この3郡3村は存続している）。周辺は、親潮（千島海流）と黒潮（日本海流）とがぶつかる海域であって、水産資源が豊かである優良な漁場であったので、漁業が主たる産業となり、入植者が増加した。
- 1930年（昭和5年）最上徳内らが設置した寛政12年の標柱が朽ち果ててしまったため、北海道庁が蘂取村村長の大澤敏雄に新しく作り直す事を依頼した。この時、国境が定まっていたので御影石で記念碑を作る事にした。本土に発注して出来上がった御影石の記念碑は蘂取村から船で運搬、択捉島島民の手によって（主に公務員）人力で択捉島蘂取村カモイワッカ岬に『大日本恵登呂府』昭和の記念碑を立てた。

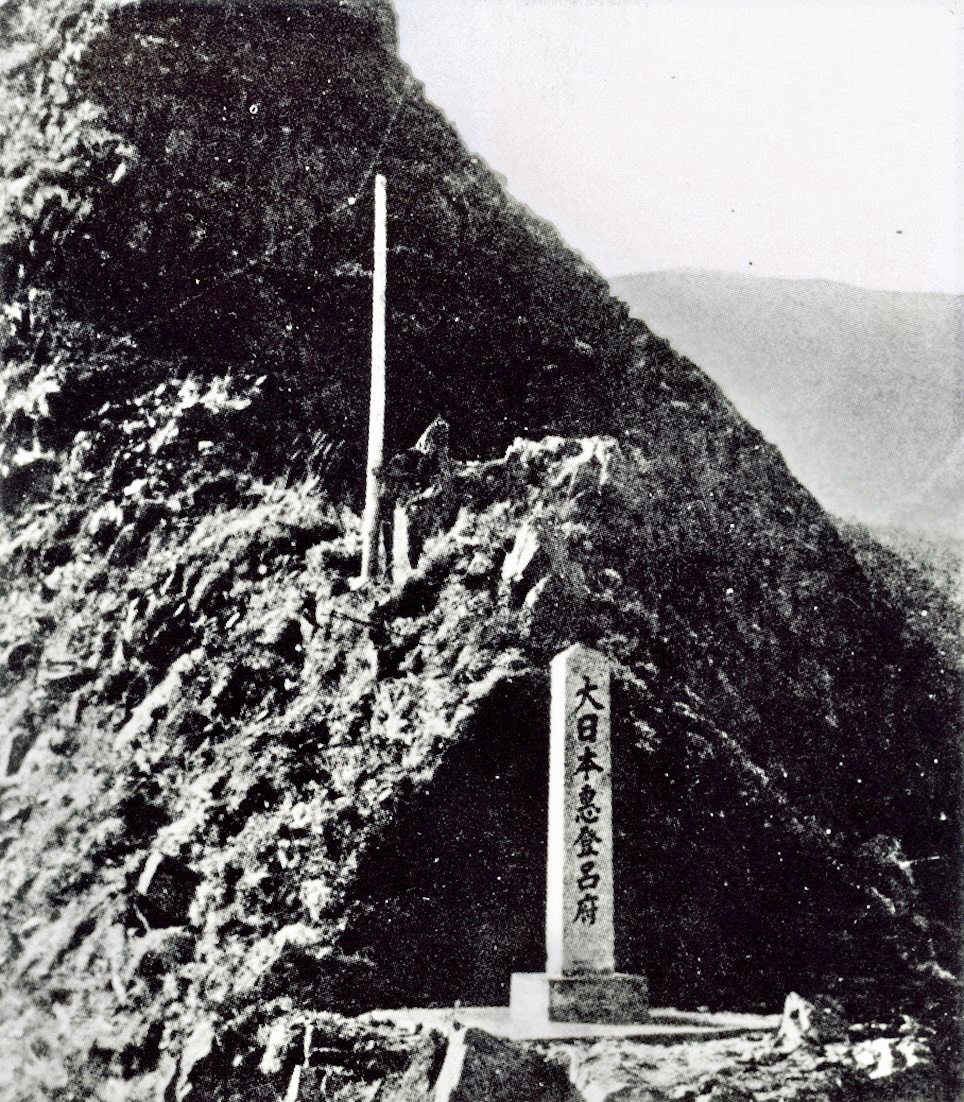
択捉島蘂取村カモイワッカ岬記念碑写真提供・公益社団法人千島歯舞諸島居住者連盟 写真撮影・元島民中田直次

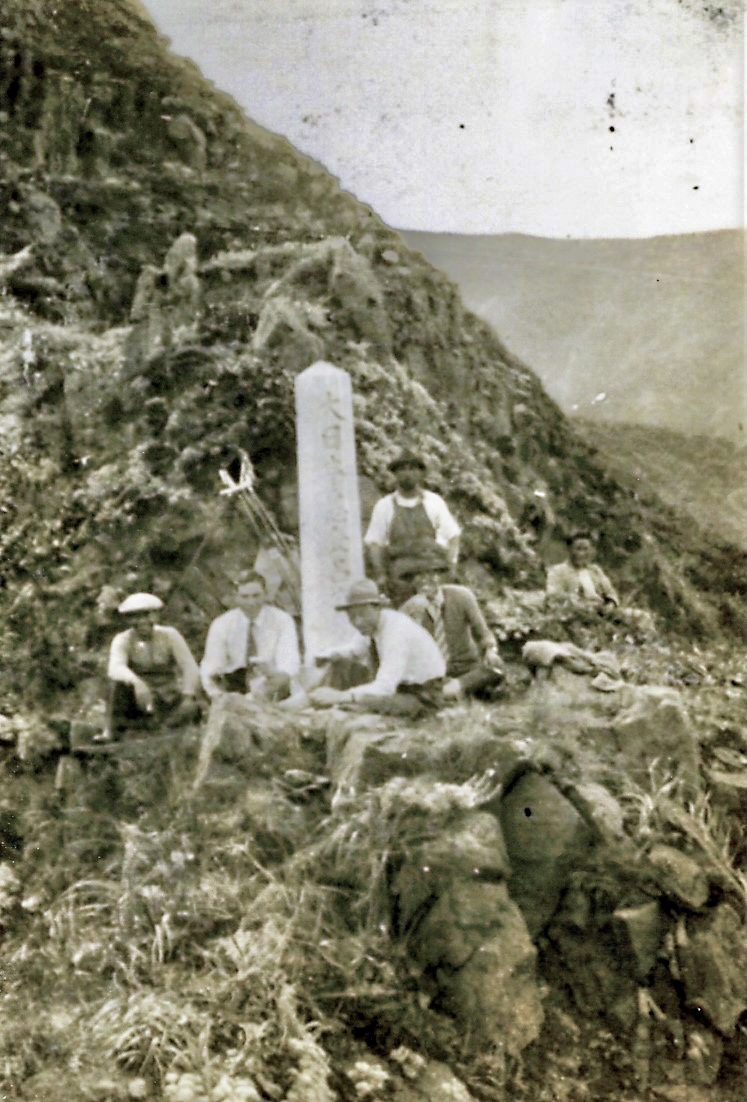
択捉島蘂取村カモイワッカ岬の御影石の記念碑設置後の記念写真写真提供・公益社団法人千島歯舞諸島居住者連盟 写真撮影・元島民中田直次

- 1940年（昭和15年）、大日本帝国海軍が飛行場を整備し始める。
- 1941年（昭和16年）11月20日、海軍により突如、あらゆる船の島への入出港が禁じられ、また島唯一の紗那郵便局は通信業務を停止させられて電信機には常時、水兵の見張りがついた。そして情報統制下の単冠湾に南雲忠一中将率いる航空母艦6隻を含む軍艦30隻の機動部隊が秘密裏に集結、真珠湾攻撃のため11月26日にハワイへ向け出港していった。この島外との徹底した情報の遮断は太平洋戦争が開戦した12月8日まで続けられた。
- 1944年（昭和19年）、千島方面防衛のため、天寧に陸軍第27軍司令部が新設され、海上機動第4旅団と独立混成第43旅団が編成される。
- 1945年（昭和20年）に入ると本土決戦準備のため、海上機動第4旅団含め千島列島から多くの部隊が内地に転用される。終戦時には第89師団が配置されていた。
  - 8月15日の時点で、留別村2,258人 紗那村1,001人 蕊取村349人の合計3,608人の住人が、択捉島に居住していた。

### ソビエト時代
1945年（昭和20年）8月28日、太平洋戦争終戦間際、すなわち降伏文書調印（9月2日）直前にソ連軍が日ソ中立条約を一方的に破り、同島に上陸し占領した（この日は、米軍先遣隊が厚木に上陸し、本土の占領が開始されたのと同日である）。ポツダム宣言第7条により、日本国の諸地点は連合国に占領されたが、一般命令第1号により、同島を含む千島列島は、ソビエト連邦（ソ連）の占領地となった。
1946年（昭和21年）1月29日、連合国軍最高司令官総司令部（GHQ）からSCAPIN-677が命令された。これは、日本は同島を含む千島列島の施政権を停止させるものだった（ただし、領有権の放棄を命じたものではなかった）。直後の2月2日、ソ連はこれらの地域を自国領に編入した。それ以降、ソ連とその後継国家であるロシア連邦による実効支配が続いている。
ソ連軍上陸後は、ソ連軍兵士による強盗・殺人・強姦や略奪行為などが横行した。また、1945年（昭和20年）9月以降しばらくの間は、日本人の本土引き揚げは禁止されていたにもかかわらず、北海道本島に渡航する人が続出した。しかしある時期から、ソ連軍兵士の略奪行為などに対して、死刑執行も含めた厳罰が下されるようになった。日本人とロシア人との混住状態が1年以上続いたが、同島からの日本人の本土引き揚げは、1946年（昭和21年）12月から本格的に始まり、1948年（昭和23年）までにおおむね終了した。
かつての中心地である紗那は、引き続き同島の中心地である。他の主要集落として、軍民兼用の飛行場がある天寧（露: ブレヴェスニク Буревестник、2006年の人口は3,105人）などがある。これより島の南部や、別飛より北東部は、自然保護区域として地元のロシア人でさえも立入りが制限されている。留別（露: クイビシェフ Куйбышев）や蘂取（しべとろ、露: スラブノエ Слабное）はロシア人集落となったが、現在は両村とも廃村状態である。Google Earthの解析によれば、紗那から蘂取までの道路は、（途中の川に橋も架かっていないような悪路ではあるが）戦前に日本が作ったものが残っており、走行する自動車も認められる。また、蘂取には漁業施設と思われる建物が数軒認められる。
日本政府は1951年のサンフランシスコ平和条約に絡む国会審議の過程で主権を放棄する千島列島に択捉島が含まれるとしていた。その後、冷戦や朝鮮戦争の勃発などソビエトとの公的な外交チャネルが断絶した状態が続き、ようやく1956年（昭和31年）の日ソ平和条約交渉において択捉島を含む北方領土の返還を要求したがソビエトの受け入れるところではなく、1956年（昭和31年）の日ソ共同宣言による国交回復以降も、日本政府の返還要求をソ連が拒否し続けた。

### ソ連崩壊後の択捉島
1991年のソ連崩壊後に成立したロシア連邦も、不法占拠を継承した。1994年秋に発生した北海道東方沖地震後、人口は減少傾向にあった。
そのような状態の中、ユダヤ系ロシア人のアレクサンドル・ヴェルホフスキーが創業し豊原市(ユジノサハリンスク)に本社がある水産加工業者のギドロストロイ（Гидрострой）社が、周辺の豊富な水産資源と北米の冷凍食品市場とを結びつけて、1990年代後半以降瞬く間にめざましい成長を示し、同島の経済基盤は強固なものとなり現在に至る。なお、同社は現在、別飛（露: レイドヴォ Рейдово）に、米国製の機械を備えた日産400トンの加工が可能な大工場をもつほか、蓄積した豊富な資本を元に択捉銀行（БАНК ИТУРУП）を設立し、金融業にも乗り出している。しかし、日本政府が領土問題に関連して取引きの規制を行っているので、日本企業はこのビジネスチャンスに公式には協力できていない。
地下資源もあり、北部の茂世路岳（1124 m、露: クドリャブイ火山 Влк. Кудрявый、英: Medvezhia）は、その火山ガスにレアメタルであるレニウムを大量に含有している。このため、ロシア科学アカデミーの科学者たちは、レニウムの世界有数の産出源になり得る火山と見なしている。また、金鉱開発の可能性も指摘されている。

### ロシア連邦政府の再開発計画
2015年を目標年次とするロシア連邦政府の「クリル諸島社会経済発展計画」の目玉として、工費12億ルーブル（約55億円）の公共投資により、中心都市のクリリスク（紗那）付近に全天候型、滑走路2,300 mのイトゥルップ空港（現・ヤースヌイ空港）が建設された。2008年3月 ギドロストロイ社によって着工、 2014年に完成、同年9月10日、50人の乗客が搭乗したオーロラ航空機が初めて着陸した。サハリン島のユジノサハリンスクへの定期便が就航しており、これによって「発展計画」の柱の一つである観光開発に大きな弾みがつくことが期待されている。
2012年5月、ギドロストロイ社が主導してクリリスクの近郊キタボエにて総額34億ルーブルを投じる港湾整備工事を着工したが、韓国の建設会社がロシア以外の企業として初めて北方領土の開発に参加することとなった。また、同年11月には観光客誘致策の一環として択捉島中心部にリゾートホテルを建設し、2015年に開業予定であるとの報道もなされている。
2022年ロシアのウクライナ侵攻が始まり、ロシア国内から海外への旅行が困難になると、択捉島にもモスクワやサンクトペテルブルグからリゾート客が訪れるようになった。

### 軍事基地の増設
2011年2月、ドミートリー・メドヴェージェフ大統領がアナトーリー・セルジュコフ国防大臣に択捉島を含むクリル諸島の軍備の近代化を指示して以降、択捉島に駐屯する第68軍団麾下の第18機関銃・砲兵師団の規模は拡大していた。2016年11月には、択捉島に地対艦ミサイルP-800「バスチオン」が配備された。2018年8月には、1月に軍民共用となったヤースヌイ空港にSu-35S戦闘機3機が配備された。2020年12月、択捉島と国後島に地対空ミサイルS-300V4が実戦配備されたとロシア国防省系メディアが報じた。
しかしウクライナ侵攻後、第18機関銃・砲兵師団は東ウクライナに移動したほか、S-300V4も姿を消したことからウクライナ方面に転用された可能性が指摘されている。

### その他
内保遺跡や留別遺跡などの遺跡が確認されている。

## 交通アクセス

### 空港・飛行場
- ヤースヌイ空港 - 紗那村 2014年にイトゥルップ空港として開港。2015年に改名され、2018年から軍民共用となった[20]。
- ブレヴェスニク空港（天寧飛行場） - 留別村
- Ветровое (Vetrovoye, 蘂取第一飛行場) - 蘂取村 北緯45度15分4秒 東経148度18分40.8秒 旧日本軍によって建設、ソ連によって拡張[21]されたが、利用されていない。
- Сопочный (Sopochniy, 蘂取第三飛行場) - 蘂取村 北緯45度18分20.8秒 東経148度23分32.8秒 旧日本軍によって建設[22]されたが、利用されていない。

### 北海道本島から
戦前は、中心集落であった紗那まで定期の船便があったが、戦後は、北海道本島から択捉島への定期公共交通は、船便・航空便ともに存在しない。北海道本島から島に直接渡る場合は、「ビザなし交流」に参加し、チャーター船で根室港から出発、紗那に入港する。（「ビザなし交流」の場合であっても、チャーター船がロシアが主張する領海に入ると国際航路を通航する船舶の慣例によってロシア国旗をマストに掲げるほか、クリリスクに到着後はロシアの税関当局による入域審査を受ける。）なお、このチャーター船の利用は、旧島民とその子孫、返還運動を行う団体から推薦された者などに限定され、一般の日本人が自由に利用することはできない。
小型船舶による渡航に関しては他国と共通であり、択捉島を含む南千島には航行区域に関する情報が日本小型船舶検査機構から開示されている。

### サハリン島（樺太）から
現在の択捉島にアクセスする定期公共交通は、南樺太を拠点に運航されている。
ユジノサハリンスク空港（豊原大澤飛行場）からは、オーロラのプロペラ機（DHC-8-300）が週3便、運航されている。
道を自動車で片道2時間半かかる不便な場所にある。
コルサコフ（大泊）港からは、サハリンクリル海運の貨客船「イゴール・ファルハトディノフ」号が週2便就航している。この船は、月曜日にコルサコフを出港し、火曜日に択捉島、水曜日に色丹島および国後島に寄港したあと、木曜日にコルサコフに帰港し、金曜日に再びコルサコフを出港し、土曜日に国後島と色丹島、日曜日に択捉島に寄港したあと、月曜日にコルサコフに帰港するというスケジュールで、3〜12月に運航される。2017年現在、州政府は輸送力を強化するために、2隻の追加配備を検討している。
一般の日本人・外国人が択捉島を訪問するには、ロシアのビザを取得したあと、稚内または新千歳または成田などから直行便を利用するか、もしくはソウル経由でサハリンに渡り、ユジノサハリンスクで択捉島への入境許可証を取得し、空路または海路でアクセスすることになる。この方法は、北方領土においてロシアの主権に服する行為であるとして内閣が1989年（平成元年）以来自粛を要請しているが、この自粛要請に法的強制力は無く、ギドロストロイ社への技術支援のための入境のほか、多くの書籍やホームページなどで、この方法によって同島に入境した日本人旅行者の体験記が確認できる。いうまでもなく、EU、米国、韓国はじめ、多くの外国人ビジネスマンや技術者は、ギドロストロイ社との取引・技術支援などのため、ごく普通にロシアの査証を取得し、同じ方法で同島に入域している。

## 通信
択捉島の居住者は衛星を通じて送られてくるロシアのテレビ番組（SECAM方式 ロシアチャンネル）を見ているものと思われる。距離的に日本の地上波テレビの受信は難しい地域とされる。
ラジオ放送についてはクリリスク中継局 1602 kHz・1 kW・70.64 MHz。 放送時間は日本時間で4時から23時とされているが確認は出来ていない。放送系統はRadio Mayakとのこと。
携帯電話はロシアの携帯電話会社 (MegaFon MTS) が参入し、方式はGSMである。日本の携帯電話はローミング可能機であれば接続可能と推定されるが、確認はされていない。エリアはクリリスクとブレヴェスニクの周囲とされている。

## 電力
各集落にあるディーゼル発電所により供給されていたが、オケアンスカヤ地区の地熱発電所が2006年から稼働してから、地熱発電への転換が徐々に図られている。

## 択捉島を題材にした著作物・映画・テレビ番組
- エトロフ発緊急電（新潮文庫刊） - 佐々木譲の小説。第3回山本周五郎賞、日本推理作家協会賞他受賞作。第二次世界大戦は、日米間では、大日本帝国海軍機動部隊による真珠湾奇襲で幕を開けた。そのとき、大日本帝国海軍は択捉島の単冠湾に集結してから出撃した。この史実を踏まえ、日本に潜入し日本側の動向を探っていたスパイが択捉島に潜入し、機動部隊の出撃を報じる緊急電を打っていたとする物語。NHKで「エトロフ遥かなり」としてドラマ化され、1993年（平成5年）11月13日から全4話が放映された。
- もの食う人びと（共同通信社刊） - 辺見庸のルポルタージュ集。同著中に収められている「美しき風の島にて」の章は、択捉島を舞台としている。
- イノセンス - 押井守監督のアニメ作品。舞台の一つに「エトロフ経済特区」がある。
- エトロフの恋 - 島田雅彦の近未来小説。「無限カノン三部作」の最終作。
- PSYCHO-PASSシリーズ - 劇場版PROVIDENCEにおいて、敵本拠地「北方列島」として登場。『イノセンス』を意識し、廃棄された経済特区という設定。